# 柳河沟站
柳河沟站是一个沈山线上的铁路车站，位于辽宁省新民市柳河沟镇，建于1903年。2003年，沈阳铁路局锦州铁路分局撤销该站。